# Брагин, Виктор Алексеевич
Виктор Алексеевич Брагин — советский хозяйственный, государственный и политический деятель.

## Биография
Родился в 1912 году в Баку. Член КПСС.
Образование высшее (окончил Азербайджанский нефтяной институт по специальности «Разработка нефтяных месторождений»)
С 1934 года — на хозяйственной, общественной и политической работе.
- В 1934—1940 гг. — инженер на промыслах Ленинского района в Баку, заведующий промысловым исследовательским участком Центрального института социалистического обмена опытом, заведующий промыслом, начальник техотдела треста «Карадагнефть».[1]
- В 1940—1941 гг. — начальник производственно-распорядительного отдела Укрнефтекомбината во Львове.[1]
- В 1941—1945 гг. — начальник техотдела треста «Карадагнефть».[1]
- В 1945—1951 гг. — главный инженер, начальник объединения «Молотовнефть».[1]
- В 1951—1979 гг. — начальник объединения «Краснодарнефтегаз», начальник Управления нефтяной и газовой промышленности Краснодарского СНХ, начальник объединения «Краснодарнефтегаз».[1]

C 1979 гг. — главный научный сотрудник ВНИПИтермнефти.
За комплексное решение проблемы бурения и эксплуатации газовых и газоконденсатных месторождений был в составе коллектива удостоен Ленинской премии 1963 года.
Делегат XXV съезда КПСС.
Умер в 1984 году.